# 岩本敏男
岩本 敏男（いわもと としお、1927年2月17日 - ）は、日本の児童文学作家、作詞家。

## 人物
京都生まれ。立命館大学中退。上野瞭らと「馬車の会」を結成。1971年「馬車」に発表した連作をナンセンス童話『赤い風船』として刊行。1980年『からすがカアカアないている』で第11回赤い鳥文学賞を受賞。加山雄三の「俺は海の子」（作曲：弾厚作）、童謡「でかちびのっぽ」（大中恩作曲）などの作詞家でもある。

## 著書
- 『のら犬のサブ』久米宏一絵 麦書房 雨の日文庫 1958
- 『赤い風船』福田庄助絵 理論社、1971
- 『スッパの小兵太』福田庄助絵 福音館土曜日文庫、1978
- 『ゆうれいがいなかったころ』福田庄助絵 偕成社、1979
- 『からすがカアカア鳴いている』東貞美絵 偕成社 1980
- 『ながくてみじかい夏休み』東貞美絵 偕成社 1980
- 『おかあさんあっちむいてて』東貞美絵 偕成社 1981
- 『むかえに行こう!』宮崎耕平絵 学校図書 1982
- 『おとうさんのおへそ』東貞美絵 偕成社 1983
- 『ねむれなくなる本』東貞美絵 偕成社 1984
- 『かもめ町からこんにちは』福音館土曜日文庫 1985
- 『ねこのポチ』宮崎耕平絵 PHP研究所 1986
- 『ぼくはひまご』東貞美絵 偕成社 1986
- 『むかしぼくも一年生だった』渡辺三郎画 草土文化 1987
- 『父をたずねて三千円』ユノセイイチ絵 くもん出版 1989
- 『真夜中の理科室』井上洋介絵 PHP研究所　1989
- 『星のたまご』ユノセイイチ絵 小峰書店 赤い鳥文庫 1990
- 『学校へきた背後霊』宮崎耕平絵 PHP研究所 1992
- 『みんなで家族』おがわまさこ絵 PHP研究所 1996

## 注
1. ↑  日本人名大事典